# Palimmeces ithysticha
Palimmeces ithysticha är en fjärilsart som beskrevs av Turner 1916. Palimmeces ithysticha ingår i släktet Palimmeces och familjen praktmalar, Oecophoridae. Inga underarter finns listade i Catalogue of Life.